# لوسی هرادسکا
لوسی هرادسکا (چکی: Lucie Hradecká؛ زادهٔ ۲۱ مهٔ ۱۹۸۵) یک تنیس‌باز اهل جمهوری چک است.